# Armée catholique et royale de Vendée
Die Armée catholique et royale de Vendée auch Grande Armée genannt (Katholische und königliche Armee der Vendée) war die Truppe der Konterrevolutionäre, die während des Aufstandes in der Vendée gegen die Zentralregierung eingesetzt wurde. Sie war in drei Teile aufgegliedert:
- die „Katholische und königliche Zentralarmee“ (Armée catholique et royale du Centre)
- die „Katholische und königliche Armee des Anjou und Haut-Poitou“ (Armée catholique et royale d’Anjou et du Haut-Poitou)
- die „Katholische und königliche Armee des Bas-Poitou“ (Armée catholique et royale du Bas-Poitou) – diese war jedoch nur gelegentlich involviert.

Die wichtigsten militärischen Führer waren:
- Jacques Cathelineau
- Charles Melchior Artus de Bonchamps
- Maurice Joseph Louis Gigost d’Elbée
- François Athanase de Charette de la Contrie
- Henri de La Rochejaquelein
- Louis de Salgues de Lescure
- Jean-Nicolas Stofflet
- Jacques-Nicolas de Fleuriot de La Freulière
- Charles de Royrand
- Charles Sapinaud de La Rairie
- Antoine-Philippe de La Trémoille

## Namensgebung
Als sich die Vendée Mitte März 1793 erhob, bezeichneten sich die Rebellengruppen, die unter dem Kommando von Charles Artus de Bonchamps standen, als „Christliche Armee“. Ende des Monats erschienen jedoch auch andere Bezeichnungen: „Katholische und römische Armee“ sowie „Katholische und königliche Armee“. Bereits im Jahre 1792, als er das dritte Feldlager in der Nähe von Jalès im Bas-Languedoc vorbereitete, hatte der Comte François-Louis de Saillans den Titel eines „Generals der Christlichen und königlichen Armee des Ostens“ (Général de l’Armée chrétienne et royale de l’Orient) für sich reklamiert (der Historiker Claude Petitfrère sieht in allen diesen wohlklingenden Titeln und Bezeichnungen jedoch keinen Volkswillen, sondern eher, dass sie alle von gleichgesinnten Adeligen geprägt wurden).

Die „Vendée militaire“

Im Laufe des Jahres 1793 waren mehrere Armeen zu unterscheiden: die „Armée de Charte“ (Charte-Armee) im „Marais breton“ (ein Küstenstreifen in der Vendée); die „Armée catholique et royale d’Anjou et du Haut-Poitou“ (Katholische und königliche Armee des Anjou und des Haut-Poitou) und die „Armée du Bas-Poitou et du Pays de Retz“ (Armee des Bas-Poitou und des Pays de Retz) südlich der Loire.
Die Gruppen der Chouans, die sich nördlich der Loire während des Virée de Galerne den Truppen aus der Vendée anschlossen, führten den Namen „Armée catholique et royale du Bas-Anjou et de la Haute-Bretagne“ (Katholische und königliche Armee des Bas-Anjou und der Haute-Bretagne).
Trotz dieser pompösen Titel waren es nur mehr oder weniger bewaffnete Gruppierungen, die sich um einen Anführer scharten, der auf Grund seiner Autorität an der Spitze stand.
Die einzigen Einheiten mit fast permanenter Existenz und einer gewissen Organisation waren die Angehörigen der verschiedenen Kirchsprengel auf dem Lande. Sie setzten sich aus Verwandten, Freunden oder Nachbarn zusammen, die ihre Hauptmänner wählten. Während zwei Drittel aller Aufständischen Bauern waren, machten sie jedoch nur die Hälfte der Angehörigen dieser Einheiten aus. Der Rest waren Handwerker, Ladenbesitzer und einige Weber aus dem Mauges.
Die Schwachpunkte dieser Armee waren die nur rudimentär vorhandenen Sanitäts- und Versorgungsdienste sowie der Mangel an ständig verfügbaren Kämpfern, obwohl sie durch den Zulauf von republikanischen Deserteuren, durch Zöllner, Steuereintreiber sowie durch Deutsche und Schweizer, die die reguläre Armee verlassen hatten, immer wieder Ersatz erhielt. Die Ausrüstung und die Munitionsvorräte waren ebenfalls unzureichend. Die Kavallerie existierte nicht in der Realität, beritten waren nur die adeligen Führer, einige Wildhüter und Angehörige der Steuerbehörde sowie Bauern und Müller, die auf Zugpferden aufgesessen waren. Um die Artillerie war es ebenfalls schlecht bestellt, man verfügte nur über einige mittelalterliche Kanonen, die man aus den Burgen geholt hatte, dazu kamen einige Feldgeschütze, die von den Republikanern erbeutet worden waren. Man war daher nicht in der Lage, sich in einer offenen Feldschlacht zu stellen oder in die Mauern einer Stadt Breschen zu schlagen, was man bei der Belagerung von Granville leidvoll erfahren musste.
Nach der Schlacht bei Savenay hatte die auf Papier wiederhergestellte Armee weniger als jemals zuvor eine tatsächliche Existenz, und der Aufstand mit dem Versuch der Wiederherstellung der Bourbonenmonarchie wandelte sich zum Kleinkrieg der Chouannerie.

## Generäle der Vendéearmee

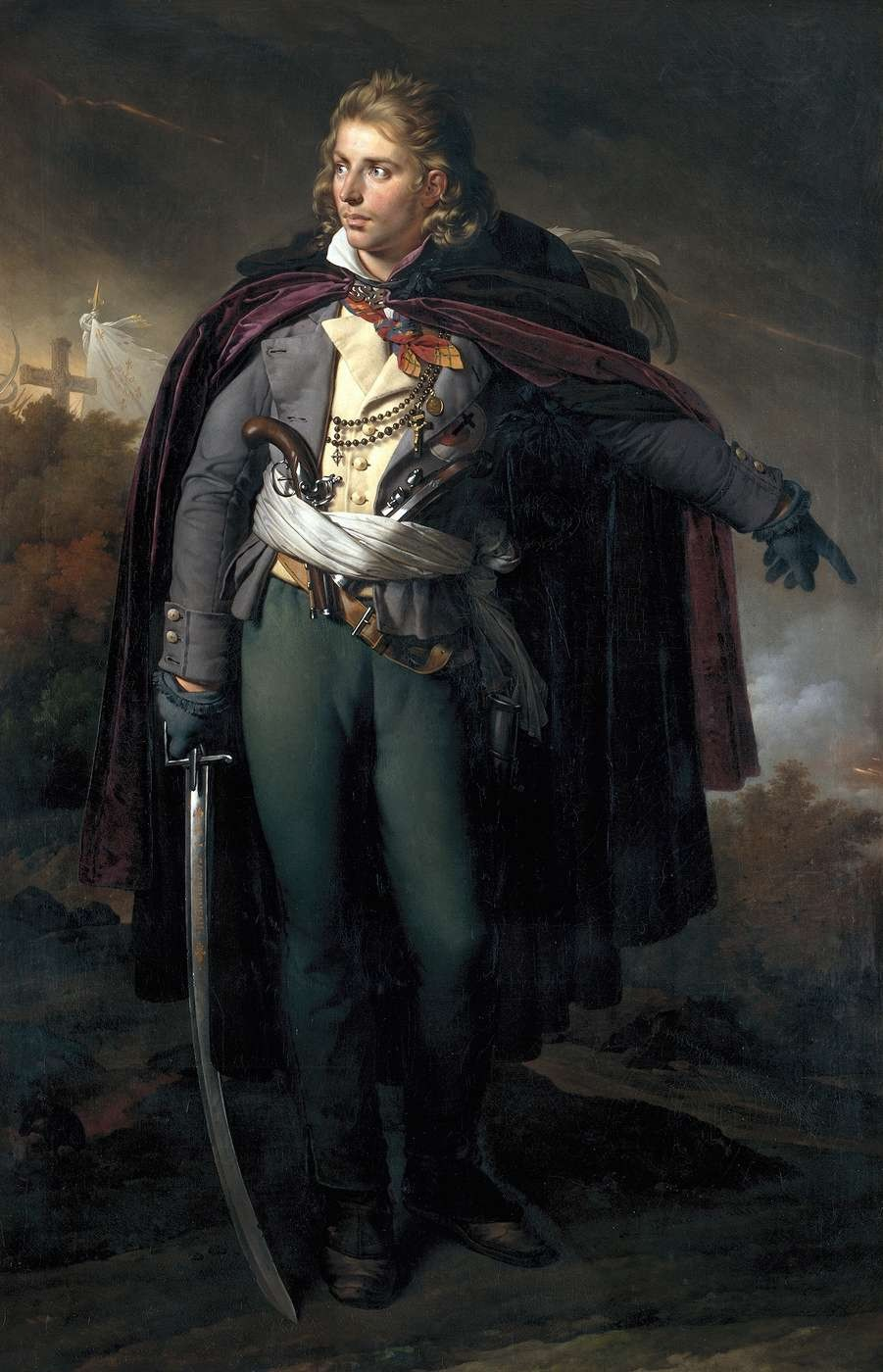
Jacques Cathelineau
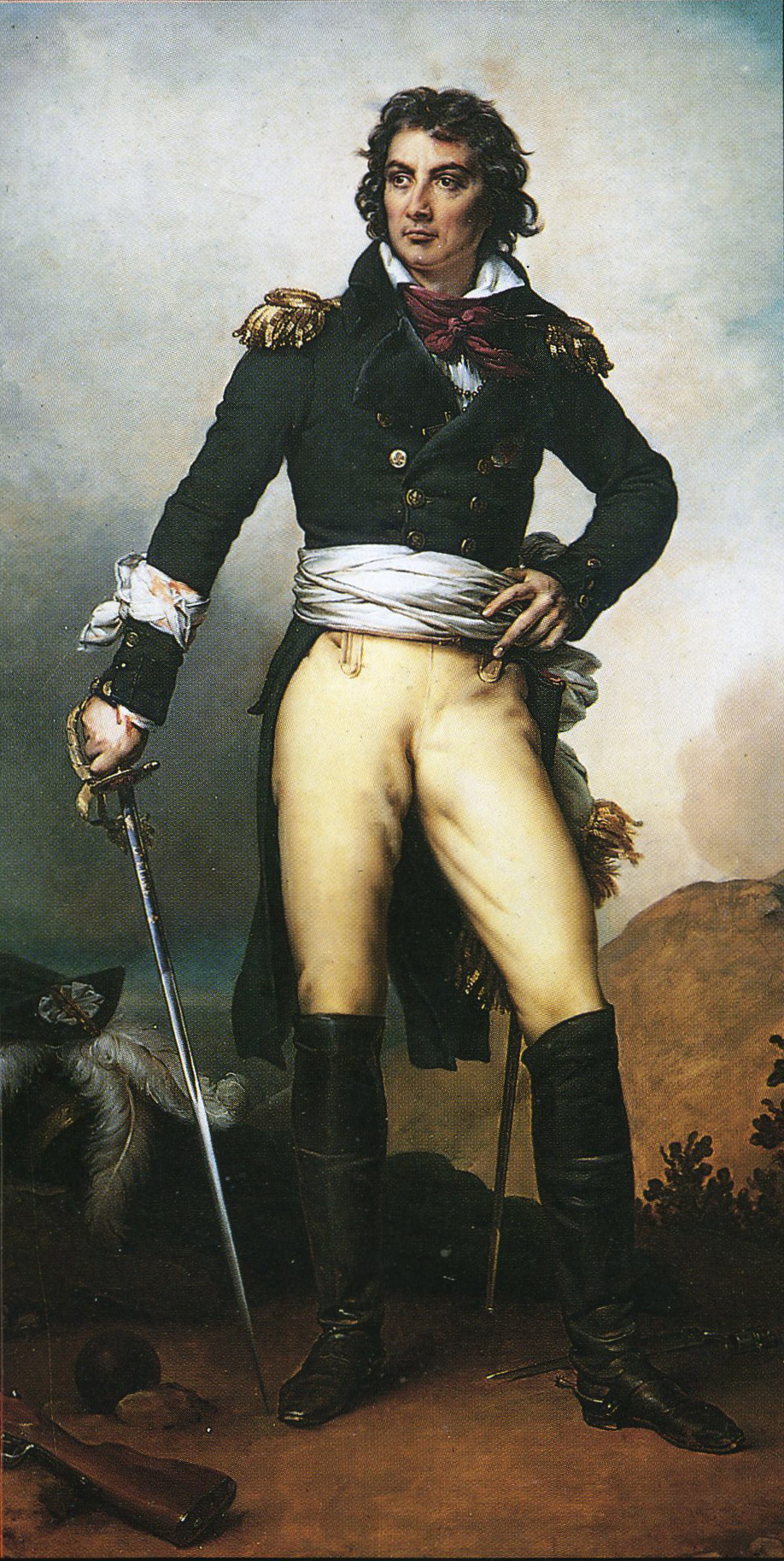
Maurice Joseph Louis Gigost d’Elbée
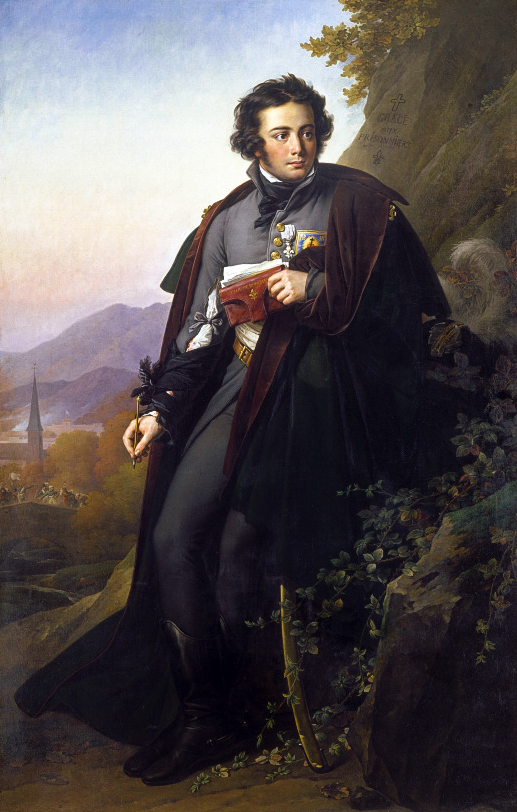
Charles de Bonchamps
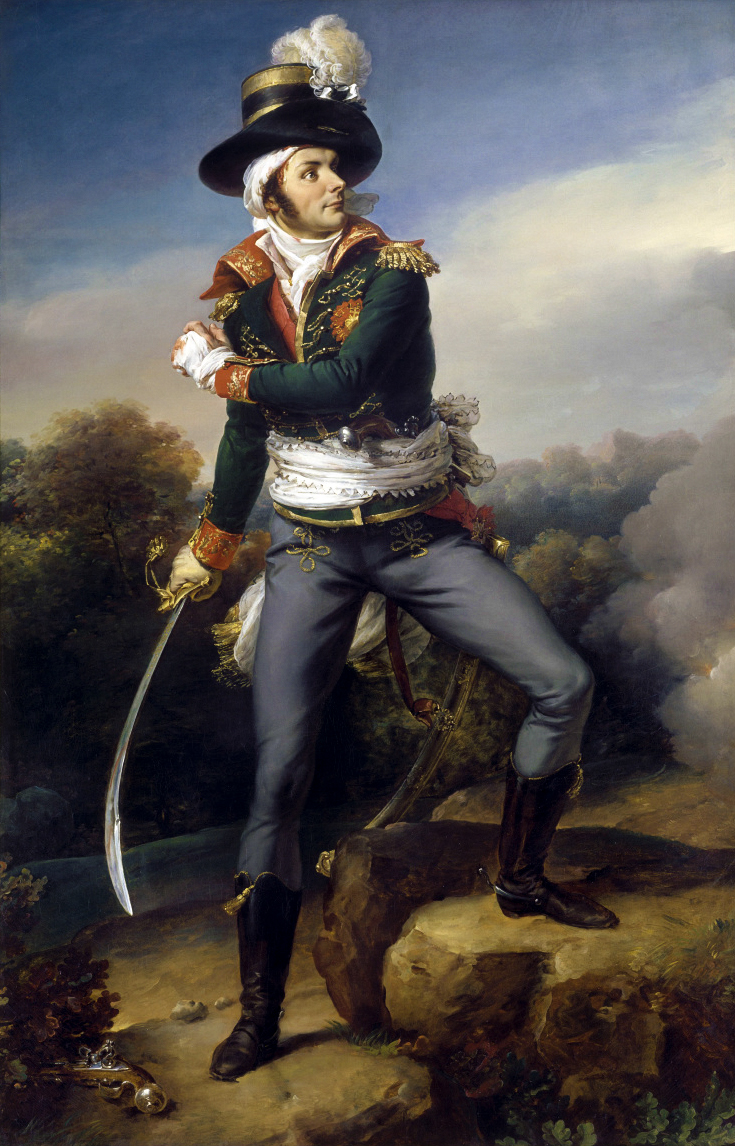
François Athanase de Charette de la Contrie
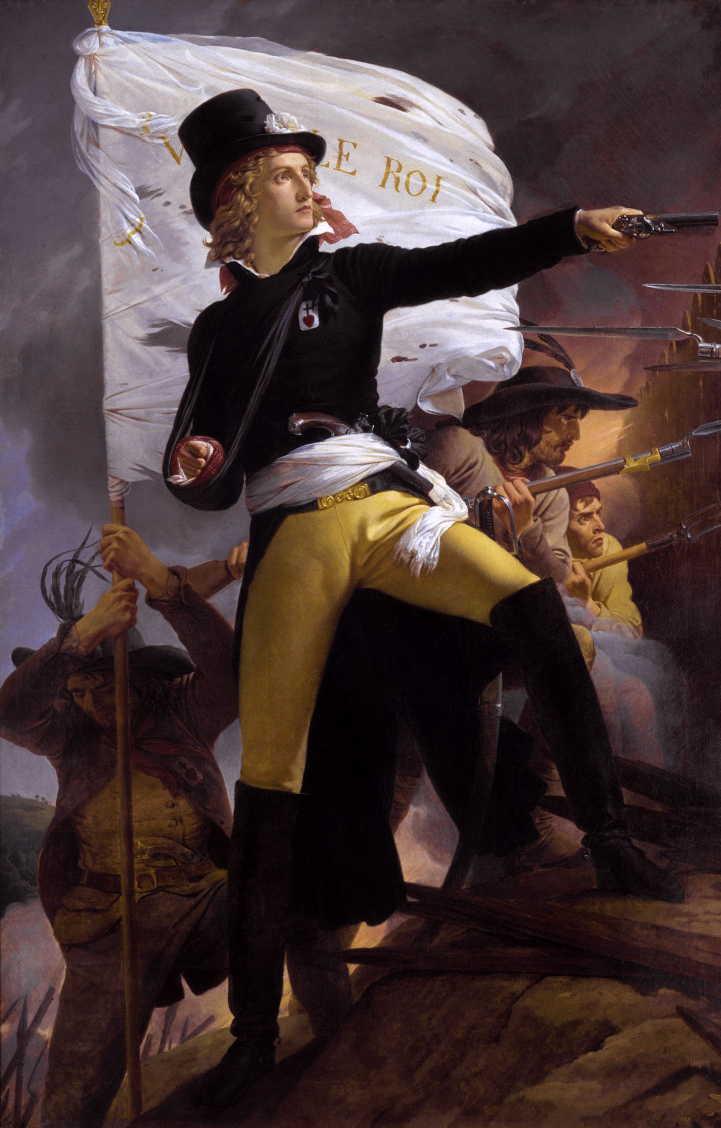
Henri de La Rochejaquelein
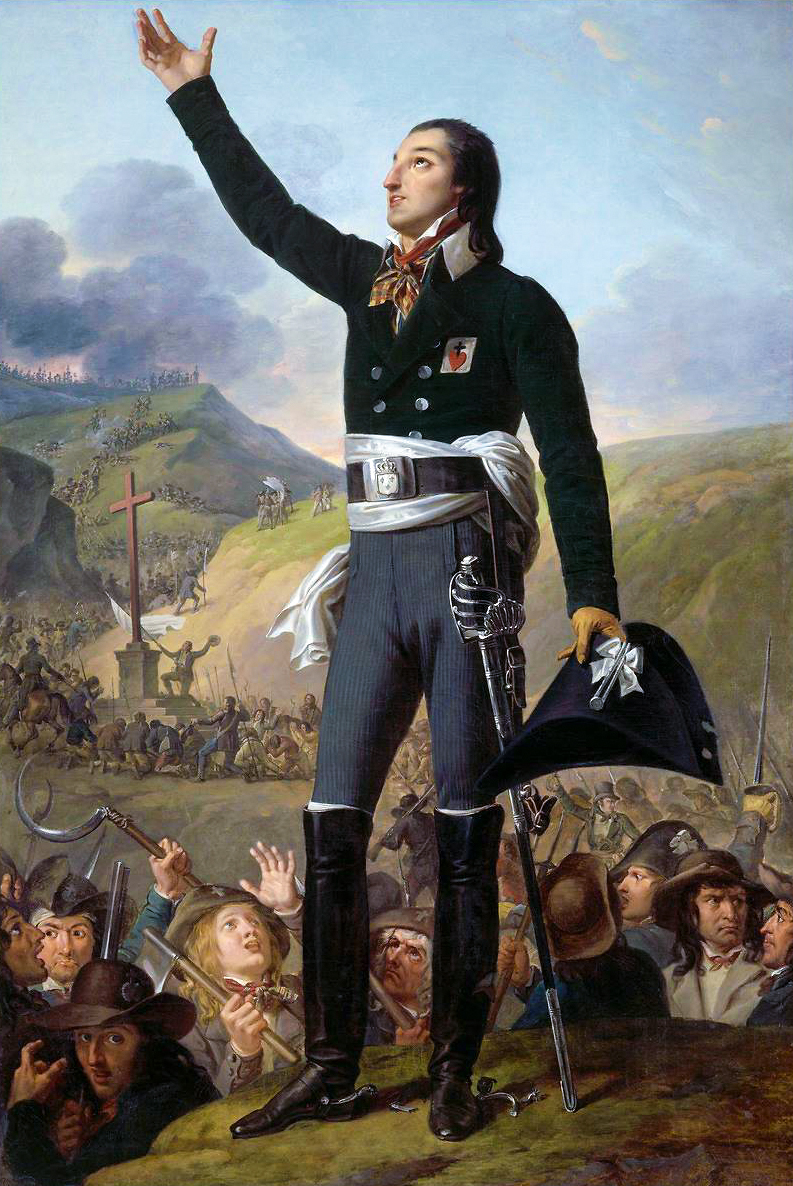
Louis de Salgues de Lescure
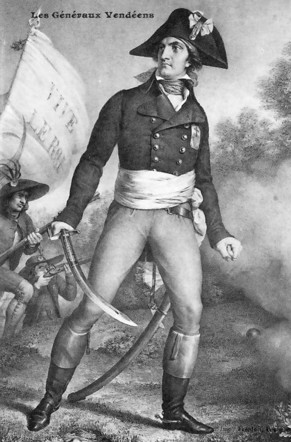
Jean-Nicolas Stofflet
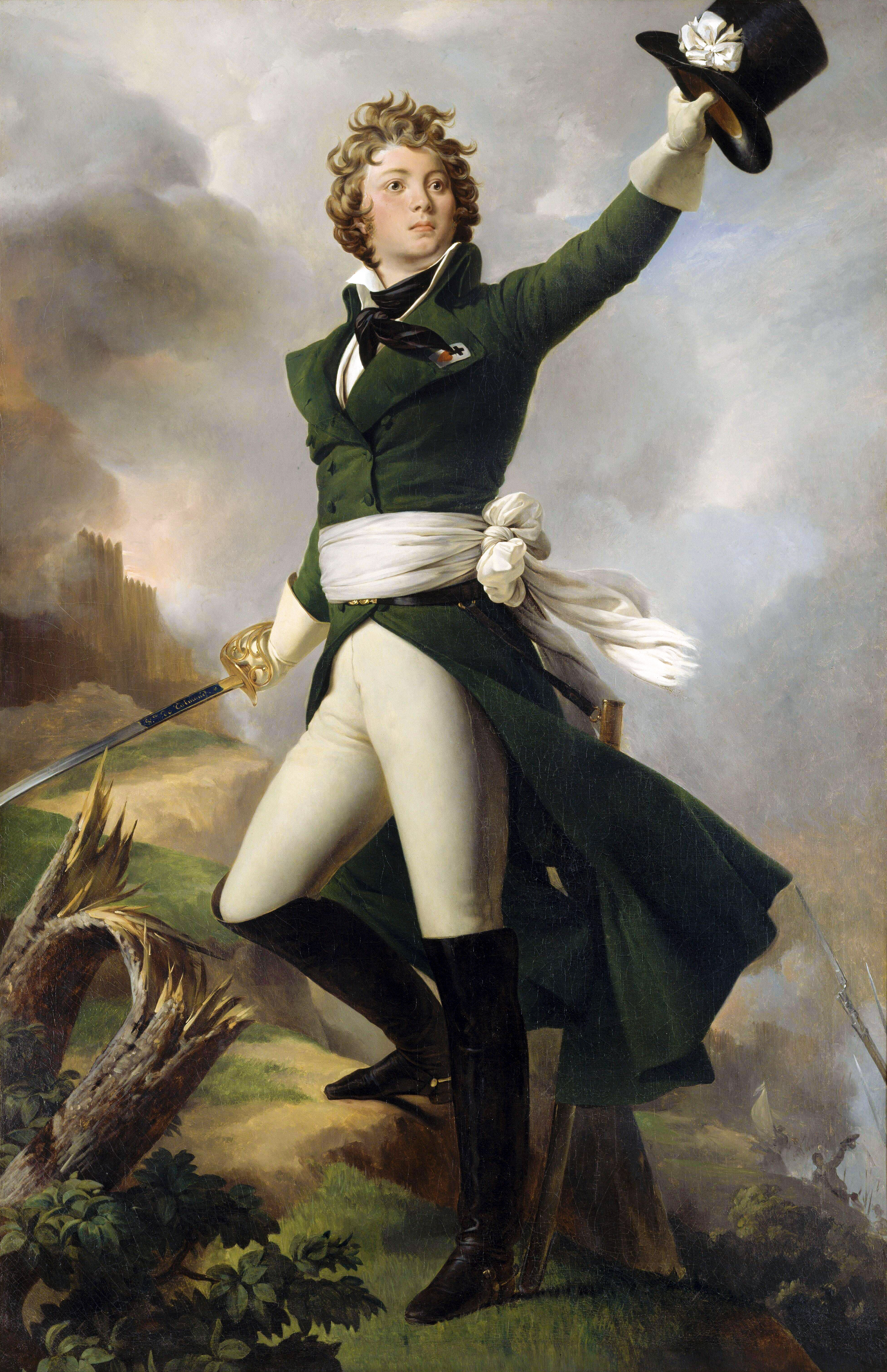
Antoine-Philippe de La Trémoille, Prince de Talmont

## Organisation der Truppe

### März bis Juni 1793
- Division Saint-Florent-le-Vieil, 12.000 Mann

Kommandant: General Charles Artus de Bonchamps
Kommandant: General Jacques Cathelineau
- Division Cholet und Beaupréau, 9000 Mann

Kommandant: General Maurice Gigost d’Elbée
- Division Maulévrier, 3000 Mann

Kommandant: General Jean-Nicolas Stofflet
- Division Châtillon-sur-Sèvre, 7000 Mann

Kommandant: General Henri du Vergier de La Rochejaquelein
- Division Bressuire, 6000 Mann

Kommandant: General Louis de Salgues de Lescure
- Division Argenton-les-Vallées, 2000 Mann

Kommandant: General Dominique Jaudonnet de Laugrenière
- Division Loroux, 3000 Mann

Kommandant: General François de Lyrot de La Patouillère
- Kavallerie

Kommandant: General Jean-Louis de Dommaigné

### Juni/Juli 1793
Armée catholique et royale de Vendée
Kommandant: Generalissimus Jacques Cathelineau († 1793, in der Schlacht bei Nantes tödlich verwundet), Nachfolger:
Kommandant: Generalissimus Maurice Gigost d’Elbée
Stabschef: Jean-Nicolas Stofflet
- Kavallerie

Kommandant: General Jean-Louis de Dommaigné († 1793 in der Schlacht bei Saumur), Nachfolger:
Kommandant: General Antoine-Philippe de La Trémoille de Talmont
Stellvertreter: General Henri Forestier
- Artillerie

Kommandant: General Gaspard de Bernard de Marigny
- Division Anjou

Kommandant: General Charles Artus de Bonchamps
Stellvertreter: Charles Marie de Beaumont d’Autichamp
- Division Poitou

Kommandant: General Louis de Salgues de Lescure
Stellvertreter: Henri du Vergier de La Rochejaquelein
- Division du Centre

Kommandant: General Charles de Royrand
Stellvertreter: Chevalier de Cumont
- Division Basse-Vendée

Kommandant: General Guy Joseph de Donnissan

### Juli bis Oktober 1793
Armée catholique et royale de Vendée
Oberkommandierender: Maurice Gigost d’Elbée
Stabschef: Jean-Nicolas Stofflet
Generalgouverneur: Guy Joseph de Donnissan
Stellvertreter: Charles de Royrand
- Kavallerie

Kommandant: General Antoine-Philippe de La Trémoille
Stellvertreter: Henri Forestier
- Artillerie

Kommandant: General Gaspard de Bernard de Marigny
Stellvertreter: du Perrault
- Armée von Angers und bretonische Kompanien

Kommandant: General Charles Artus de Bonchamps
- Armée von Anjou

Kommandant: General Louis de Salgues de Lescure
- Armée des Poitou

Kommandant: General Henri du Vergier de La Rochejaquelein
- Armée des Bas-Poitou und Pays de Retz

Kommandant: General François-Athanase de Charette de La Contrie

### November/Dezember 1793
Armée catholique et royale de Vendée
Oberkommandierender: General Henri de La Rochejaquelein
Generalgouverneur: Guy Joseph de Donnissan
Stabschef: Jean-Nicolas Stofflet
Generaladjutant: Augustin de Hargues
Stellvertreter: Chevalier de Duhoux
General-Zahlmeister: de Beauvollier l’aîné
Pionierkommandant: d’Obenheim
Divisionsgeneral: des Essarts
Stellvertreter: Chevalier de Beauvollier
- Kavallerie

Kommandant: General Antoine-Philippe de La Trémoille
Stellvertreter: Henri Forestier
- Artillerie

Kommandant: General Gaspard de Bernard de Marigny
Stellvertreter: de Perrault
- Division Angers und bretonische Kompanien

Kommandant: General Jacques Nicolas Fleuriot de La Fleuriais
Stellvertreter: Charles de Beaumont d’Autichamp
- Division Anjou

Kommandant: General Piron de La Varenne
Stellvertreter: Pierre-Louis de La Ville-Baugé
- Zentrumsdivision

Kommandant: General Charles de Royrand

## Die Vendéens

### Die Bauernsoldaten

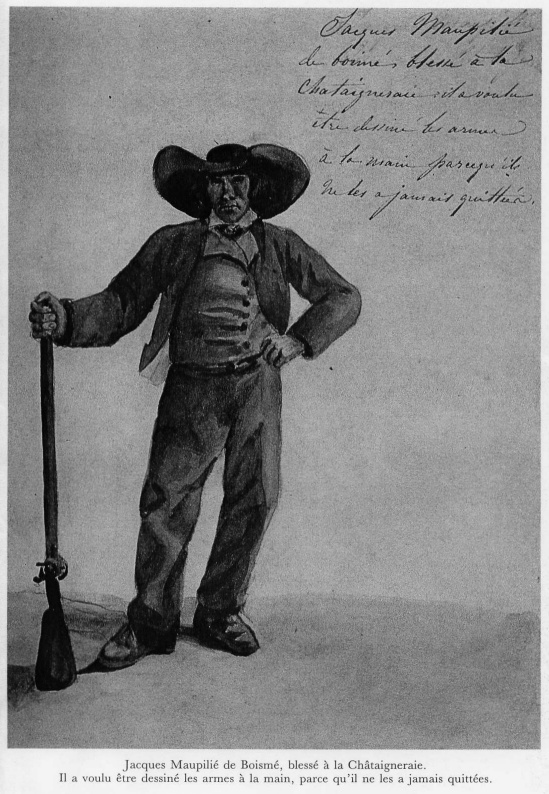
Ein Kämpfer der Vendée (Jacques-Louis Maupillier)

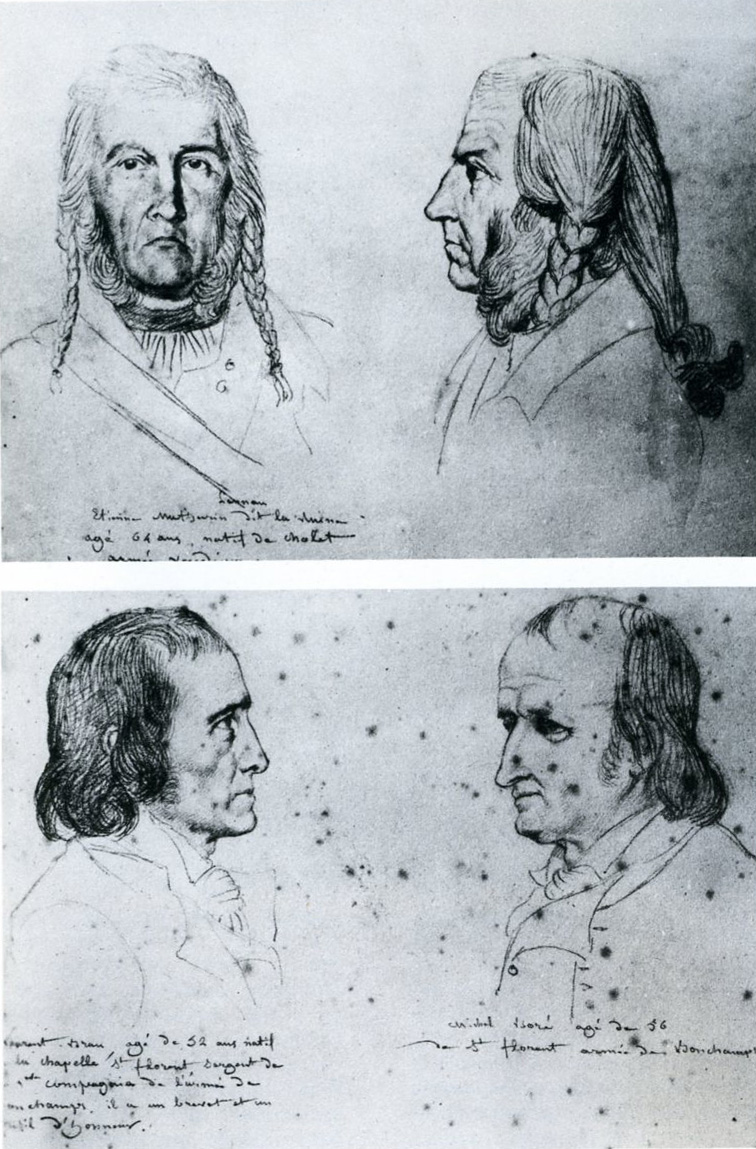
Portraits ehemaliger Kämpfer der Armée de Bonchamps, nach der Natur gezeichnet von Pierre Jean David d’Angers Anfang des 19. Jahrhunderts

Die royalistischen Aufständischen (Vendéens), von den Republikanern Briganten genannt, kamen ursprünglich:
- im Süden aus dem Département Maine-et-Loire
- im Norden zu zwei Dritteln aus dem Département Vendée
- im Norden aus dem Département Deux-Sèvres
- im Süden aus dem Département Loire-Atlantique

somit waren die Provinzen Poitou, Anjou und Bretagne betroffen. Das von den Royalisten besetzt gehaltene Gebiet wurde als „Vendée militaire“ bezeichnet.
Pierre-Suzanne Lucas de La Championnière, ein Offizier der „Katholischen und königlichen Armee von Bas-Poitou und Pays de Retz“, berichtet auch über den Mentalitätsunterschied der einzelnen Gebiete der Vendée; zwischen den „Paydrets“ aus den „Pays de Retz“ sowie den „Angevins“ aus dem Anjou einerseits und den „Haut-Poitevins“ aus dem Poitou andererseits. Er schrieb:

« L’esprit des paysans qui composaient les détachements de la grande Armée, était bien différent de celui qui régnait parmi nous. Les nôtres pillaient, battaient et juraient comme de vrais soldats ; les autres dans ce temps là revenaient du combat en disant leur chapelets, ils faisaient prisonniers tous ceux qu’ils pouvaient prendre sans les tuer et rarement s’emparaient de leurs dépouilles »

„Der Geist der Bauern, die die Abteilungen der großen Armee bildeten, unterschied sich sehr von dem, der unter uns herrschte. Unsere plünderten, kämpften und fluchten wie echte Soldaten; die anderen kamen währenddessen vom Kampf zurück, dabei sagten sie ihre Rosenkränze auf, statt zu töten, machten sie immer Gefangene wenn es möglich war und nahmen diesen nur selten die letzten Reste weg.“

Die große Mehrheit der Vendée-Aufständischen waren Bauern, die lediglich mit Sensen bewaffnet waren, da es für die meisten kein Gewehr gab. Eine große Anzahl von Handwerkern und Webern unter ihnen, besonders aus den Mauges, bewaffneten sich mit allem, was irgendwie geeignet erschien.
Im Falle einer direkten Bedrohung konnte die Mobilisierung der Bevölkerung der aufständischen Territorien jedoch umfangreiche Dimensionen annehmen, so zum Beispiel während der Schlacht bei Chemillé. Das Alter der Aufständischen, die hier registriert wurden, reichte von elf bis 67 Jahre. Das Durchschnittsalter der Vendée-Aufständischen lag zwischen 25 und 30 Jahren.
Unter den Vendée-Kämpfern gab es auch einige Frauen, die bekannteste war die aus einfachen Verhältnissen stammende Renée Bordereau, genannt „l’Angevin“. Es ist bekannt, dass die „Charette-Armee“ einige „Amazonen“ in ihren Reihen hatte, darunter auch Céleste Bulkeley, eine Adelige aus Angers.

« Les Vendéens n’avaient aucune cocarde militaire ; beaucoup mettaient à leur chapeau des morceaux d’étoffe blanche ou verte, d’autre du papier, des feuilles et plusieurs rien du tout. Mais tous les paysans avaient par dévotion et sans que personne en eût donné l’ordre, un Sacré-Cœur cousu à leur habit et un chapelet passé dans la boutonnière. Nos soldats ne portaient ni giberne, ni havresac, ni effets, quoiqu’ils en prissent en quantité aux républicains ; ils trouvaient cela incommode, et préféraient mettre leurs cartouches dans leurs poches ou dans la ceinture de mouchoir, alors usitée dans le pays. L’armée avait une trentaine de tambours et point de trompettes. Les cavaliers attachaient à la queue de leurs chevaux des cocardes tricolores et des épaulettes enlevées à des Bleus ; les officiers étaient un peu mieux équipés que les soldats, et n’avaient pas de marques distinctives. »

„Die Vendéeaner hatten keine Militärkokarde, viele trugen weiße oder grüne Stoffhüte, andere verzierten diese mit Papier, Blättern, viele gar nicht. Aber alle Bauern hatten mit Hingabe und ohne dass jemand den Befehl erteilt hatte, sich angewöhnt, ein Heiliges Herz auf die Jacke zu nähen und einen Rosenkranz in einem Knopfloch zu befestigen. Unsere Soldaten trugen keine Patronentaschen, Rucksäcke oder sonstige Ausrüstung, obwohl sie den Republikanern eine Menge davon abnahmen; sie fanden es unbequem und zogen es vor, ihre Patronen in die Taschen oder in den Taschentuchgürtel zu stecken, der damals im Lande verwendet wurde. Die Armee hatte ungefähr dreißig Trommeln und keine Trompeten. Die Reiter hatten die erbeuteten Trikoloren an den Schwänzen ihrer Pferde befestigt. Die Offiziere waren etwas besser ausgerüstet als die Soldaten, es gab zunächst keine Unterscheidungsmerkmale.“

Während des Galerne-Marsches gaben sich die Offiziere jedoch individuelle Abzeichen: Die Generäle und Offiziere des Rates trugen weiße Feldbinden mit Knoten unterschiedlicher Farbe um die Hüfte. So führten La Rochejaquelein und Donnissan eine schwarze Schleife, Stofflet eine rote und Marigny eine blaue. Die ihnen beigestellten niedrigeren Offiziere trugen einen weißen Schal am linken Arm.

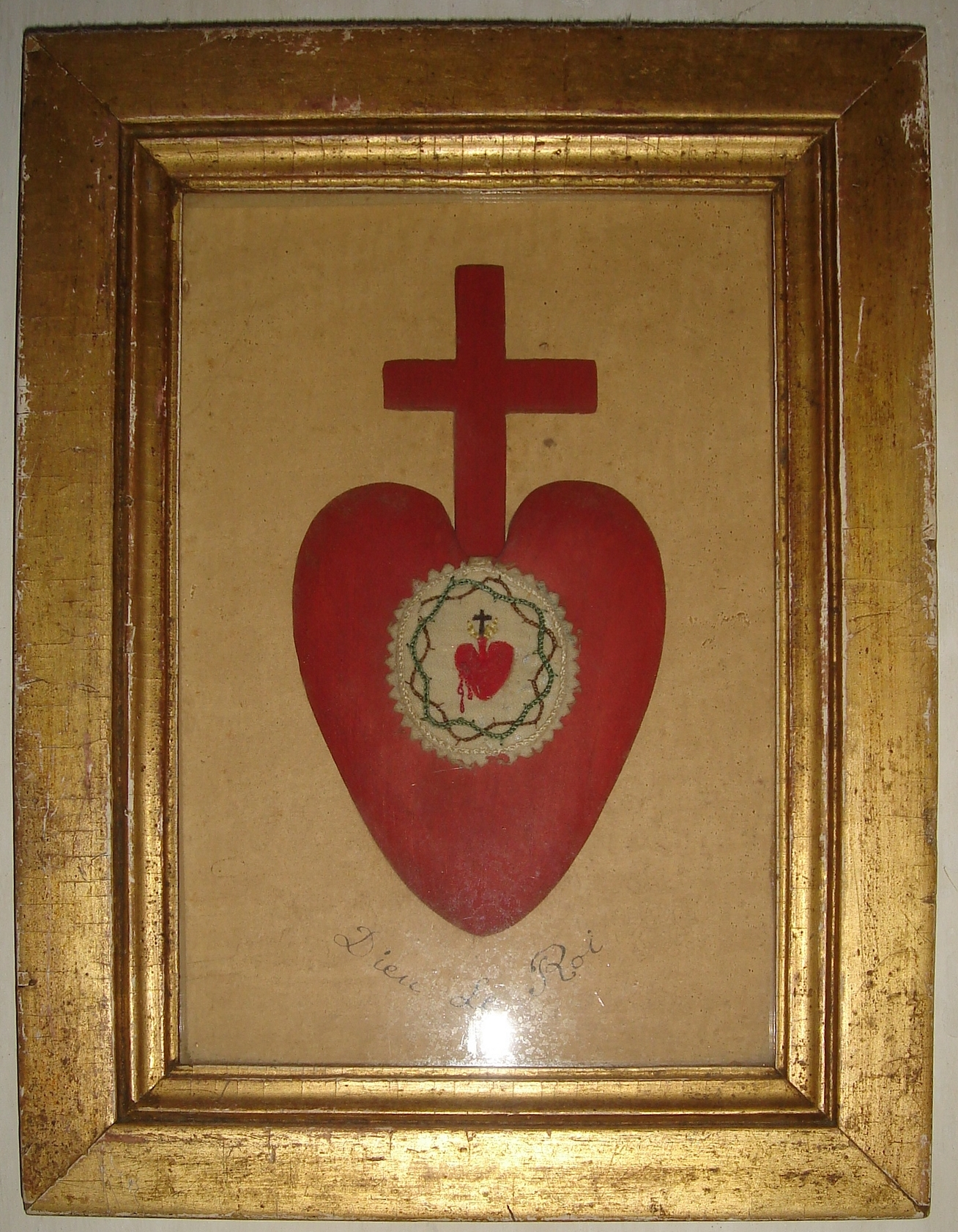
Das Sacré-Cœur der Vendée, versehen mit der Inschrift « Dieu, le Roi » (Gott, der König).
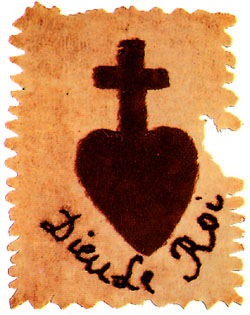
Sacré-Cœur vendéen als Aufnäher

### Die Kavallerie
Einige Aufständische, hauptsächlich Müller, bildeten auch eine Kavallerie von zweifelhaftem Wert. Diese Reiter wurden spöttisch „Marchands de cerises“ (Kirschenhändler) genannt.

« Tous les autres cavaliers qui vinrent avec ces messieurs, n’avaient pas assurément une tournure militaire si distinguée ; leurs chevaux étaient de toute taille et de toute couleur ; on voyait beaucoup de bâts au lieu de selles, de cordes au lieu d’étriers, de sabots au lieu de bottes : ils avaient des habits de toutes les façons, des pistolets dans leur ceinture, des fusils et des sabres attachés avec des ficelles ; les uns avaient des cocardes blanches, d’autres en avaient de noires ou de vertes. »

„Alle anderen Reiter, die mit diesen Herren kamen, hatten sicherlich kein herausragendes militärisches Aussehen. Ihre Pferde waren von jeder Größe und Farbe. Anstelle von richtigen Sätteln wurden viele Packsättel benutzt, statt Steigbügeln gab es nur Schnüre, statt Stiefeln Holzschuhe. Sie hatten alle mögliche Bekleidung, Pistolen steckten im Gürtel, Gewehre und Säbel wurden an Schnüren getragen. Einige hatten weiße Kokarden, andere hatten schwarze oder grüne.“

Der Zustand der Kavallerie war nicht anders als in der „Armée du Marais“ im August 1793:

« Notre cavalerie présentait un spectacle encore plus ridicule ; des hommes de toute taille et de tout âge, montés sur des chevaux souvent disproportionnés, avaient pour selles des bâts, pour étriers des cordes de foins et au lieu de bottes des sabots. Le mousqueton était une fourche ou un fusil fort long attaché derrière le dos, et le sabre un couteau de sabotier ou un briquet pris sur l’ennemi. »

„Unsere Kavallerie bot ein noch lächerlicheres Schauspiel. Männer aller Größen und Alters, Reitpferde, die oft unverhältnismäßig waren, ausgestattet mit Packsätteln statt Reitsätteln, Heuseilen statt Steigbügeln und Holzschuhen statt Stiefeln. Anstelle eines Karabiners wurde eine Gabel oder eine sehr lange Flinte hinter dem Rücken mitgeführt, der Säbel war ein Schnitzmesser oder ein Infanteriesäbel, der vom Feind erbeutet worden war.“

### Reguläre Truppen
Es wurden einige reguläre Truppenteile aufgestellt, die als Elite eingesetzt wurden. Charles de Bonchamps organisierte einige Kompanien Infanterie und Kavallerie auf seine eigenen Kosten. In dieser Truppe war die Infanterie mit grauen und die Kavallerie mit grünen Uniformen ausgestattet.
Die Bewohner der Vendée verließen ihre Häuser jedoch nicht zu lange. Nach einigen Tagen des Kampfes „wechselten sie ihre Hemden“ (changeaient de chemise). Sie verließen die Armee, um in ihre Dörfer zurückzukehren, wodurch keine Garnison aufrecht gehalten werden konnte. Mehrere eroberte Städte wie Angers, Saumur, Thouars und Fontenay-le-Comte mussten nach und nach aufgegeben werden und fielen den Republikanern kampflos in die Hände.
Um diesen Nachteil zu überwinden, wurden reguläre Truppen aus republikanischen Deserteuren und Aufständischen von außerhalb der Vendée rekrutiert, vor allem aus dem Anjou, aus dem Norden von Maine-et-Loire und Bretonen aus dem Département Loire-Atlantique, insgesamt zwischen 6000 und 10.000 Mann. Mehrere der späteren Offiziere der Chouannerie, speziell Georges Cadoudal, Pierre-Mathurin Mercier la Vendée, Marie Paul de Scépeaux de Bois-Guignot, Jean Terrien, Joseph-Juste Coquereau und Louis Courtillé, kamen aus dieser Truppe.
Zu den regulären Vendée-Truppen zählten auch viele Ausländer. Im November 1793 zur Zeit des Galerne-Marsches schrieb Jacques Léonard Laplanche, ein Republikaner, in einem Brief an die Nationalversammlung: „Ein Bürger, den sie gefangen genommen hatten, überließ mir Details, die ich Ihnen übermittle, er blieb lange Zeit bei ihnen und stellte fest, dass die Anzahl der Ausländer mindestens der der französischen Rebellen entsprach, in ihrer Armee befanden sich unter anderem Russen, Polen, Deutsche und viele Juden.“
Unter den ausländischen Soldaten, die sich dem Aufstand anschlossen, waren Deutsche vom Régiment de La Marck, die Légion germanique, dazu ein Bataillon von 600 Schweizern und Angehörige der Gardes suisses.
Victoire de Donnissan de La Rochejaquelein schrieb dazu:

« Dans les commencements, tous les déserteurs des troupes républicaines devenaient officiers ou cavaliers dans l’armée vendéenne ; mais le nombre des fantassins étant devenu assez considérable, bien qu’il ne l’ait jamais été beaucoup, on en forma trois compagnies : l’une française, commandée par Monsieur de Fé, l’autre allemande, la troisième suisse. Chacune était forte de 120 hommes ou environ ; elles faisaient une sorte de service régulier à Mortagne, ou étaient les magasins. La compagnie suisse était presque entièrement composée de fugitifs d’un détachement du malheureux régiment des gardes ; ils étaient en garnison en Normandie, pendant qu’on massacrait leurs camarades au 10 août ; ils respiraient la vengeance et chacun d’eux se battait héroïquement. Monsieur Keller, Suisse, un des plus courageux et des plus beaux hommes de l’armée, était leur commandant. Ces compagnies ne combattaient pas en ligne ; elles se seraient fait écraser si elles ne s’étaient pas dispersées à la manière des paysans. »

„Zu Beginn wurden alle Deserteure der republikanischen Truppen Offiziere oder Reiter der Armee der Vendée. Aber die Zahl der Infanteristen ist beträchtlich geworden, obwohl es doch nie so viele waren. Es wurden drei Kompanien gebildet: eine französische, die von Monsieur de Fé befehligt wurde, eine deutsche, die dritte Schweizer. Jede war ungefähr 120 Mann stark. Sie machten eine Art regelmäßigen Dienst in Mortagne-sur-Sèvre, wo sich die Magazine befanden. Die Schweizer Kompanie bestand fast ausschließlich aus Flüchtlingen, die aus einer Abteilung des unglücklichen Regiments der Garde stammten. Sie wurden in der Normandie stationiert, während ihre Kameraden am 10. August niedergemetzelt wurden. Sie sannen auf Rache, und jeder von ihnen kämpfte heroisch. Monsieur Keller, einer der mutigsten und schönsten Männer der Armee, war ihr Kommandant. Diese Kompanien kämpften nicht in der Linie; sie wären zermalmt worden, wenn sie sich nicht nach Bauernart zerstreut hätten.“

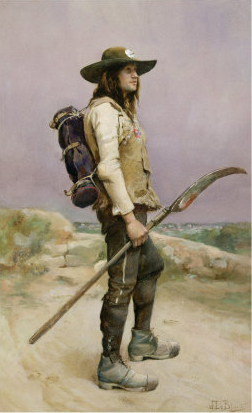
Le Vendéen, Gemälde von Julien Le Blant (19. Jahrhundert)

### Die Chouans der Petite Vendée
Während des Galerne-Marsches hatten sich einige hundert Bretonen von der Ille-et-Vilaine und aus dem Département Mayenne der Grafschaft Maine den Vendéens angeschlossen und sich den Namen „Petite Vendée“ (Kleine Vendée) gegeben. Die Bretonen wurden von Hippolyte Putod kommandiert. Eine Anzahl der späteren Anführer der Chouannerie diente hier, so Jean Chouan, Aimé Picquet du Boisguy, Jean-Louis Treton, genannt „Jambe d’Argent“, Michel Jacquet, genannt Taillefer, Robert Julien Billard de Veaux und Michel-Louis Lecomte.

« Beaucoup de paysans manceaux et bretons vinrent se joindre à nous. J’en vis arriver une troupe qui criait : Vive le roi et qui portait un mouchoir blanc au bout d’un bâton. En peu de temps il y en eût plus de 6000 : on donnait à ce rassemblement le nom de Petite-Vendée. Tous les insurgés bretons étaient reconnaissables à leurs longs cheveux et à leurs vêtements, la plupart en peaux de chèvres garnies de leurs poils. Ils se battaient fort bien mais le pays ne se soulevait pas en entier. »

„Viele Bauern aus der Bretagne kamen zu uns. Ich sah eine Truppe ankommen, die ein weißes Taschentuch am Ende eines Stocks trug, sie riefen: ‚Lang lebe der König‘. In kurzer Zeit gab es mehr als 6000. Sie nannten sich ‚Petite-Vendée‘. Alle bretonischen Aufständischen waren an ihren langen Haaren und ihrer Kleidung zu erkennen (die meisten von ihnen in Ziegenhäuten). Sie kämpften sehr gut, aber das Land erhob sich dennoch nicht in seiner Gesamtheit.“

### Die Priester und die Religion
Die Priester, die den republikanischen Eid verweigert hatten, waren an den Kämpfen nicht direkt beteiligt. Nur wenige von ihnen saßen in den royalistischen Gremien, sie beschäftigten sich hauptsächlich mit der Korrespondenz. Aktive Teilnahme an den Kämpfen war selten, da die Aufständischen es missbilligten, wenn Priester mit der Waffe in der Hand auftraten.

### Hospitäler
« Pour les hôpitaux, ils étaient réglés avec un soin particulier; tous les blessés royalistes et républicains étaient transportés à Saint-Laurent-sur-Sèvre. La communauté des Filles de la Sagesse, qui sont une espèce de sœurs grises, avait là son chef-lieu. Les pauvres sœurs, renvoyées de partout, s’y étaient réfugiées en grand nombre ; elles étaient plus de cent. Dans le même bourg, missionnaires du Saint-Esprit s’étaient aussi consacrés aux mêmes fonctions. Il y avait des chirurgiens qui suivaient l’armée; d’autres dirigeaient de petits hôpitaux en différents lieux. »

„Für die Krankenhäuser galten besondere Regeln. Alle verwundeten Royalisten und Republikaner wurden nach Saint-Laurent-sur-Sèvre transportiert. Die Gemeinschaft der ‚Filles de la Sagesse‘ (eine Art graue Schwestern) hatte dort ihren Hauptsitz. Die überall entlassenen armen Schwestern hatten sich in großer Zahl dort niedergelassen, sie waren mehr als hundert. Im selben Dorf hatten sich auch die Missionare des Heiligen Geistes den gleichen Aufgaben gewidmet. Es gab Chirurgen, die der Armee folgten, andere wurden an die kleinen Hospitäler in verschiedenen Orten geschickt.“

→ Armée catholique et royale de Normandie